# Zipser Freibrief
Der Zipser Freibrief war ein königlicher Freibrief (d. h. Privileg), den der König von Ungarn Stephan V. im Mittelalter, nämlich im Jahr 1271, an die zuvor und danach angesiedelten Zipser Sachsen in der Zips verlieh. Er ähnelt dem Goldenen Freibrief / Privilegium Andreanum (aus dem Jahr 1224), der im Mittelalter ebenfalls an die Siebenbürger Sachsen in Siebenbürgen verliehen wurde.
Dieses mittelalterliche Rechtsdokument erlaubte den Zipser Sachsen, ihre eigenen Richter und Priester zu wählen. Durch diese königliche Urkunde wurden den Zipser Sachsen auch Jagd-, Fischerei- und Bergbaurechte sowie Abgabenfreiheit an den Adel und Zollfreiheit gewährt. Diesen Städten wurde auch die Selbstverwaltung gestattet. Im Gegenzug bestand für die Zipser Sachsen die Verpflichtung, 50 Soldaten in die Armee des ungarischen Monarchen zu entsenden.
Der Zipser Freibrief 1271 war auf die ganze Region der Zips bezogen, in der von nun an die Zipser Sachsen das regionale Heeresaufgebot für den ungarischen König zu stellen hatten und die Landesverteidigung zu stellen hatten und dafür die erwähnten Privilegien/Sonderrechte und die autonome interne rechtliche Selbstverwaltung ausüben durften. Die Zips wurde dadurch, wie auch der Königsboden der Siebenbürger Sachsen, das Szeklerland, ebenfalls in Siebenbürgen, und in Zentralungarn Jászság („Jazygien“), Groß- und Klein-Kumanien eine autonomes Gebiet, das dem König direkt unterstand, während in allen anderen Komitaten ein Adelsaufgebot (nicht die autonomen Gemeinschaften) die Verteidigung und Heeresfolge übernahm. Im Gegensatz zu den anderen autonomen Gebieten, lebten hier aber schon 1271 auch signifikante Bevölkerungsgruppen von Slowaken, später auch Goralen, Lemken, Ungarn u. a., für die diese Rechte und Pflichten nicht galten, und die dem Adel unterstanden. Außerdem bestand im südlichen Teil der Zips bereits seit 1243 ein privilegiertes „Kleines Komitat“, der vom Kleinadel getragene Stuhl der zehn Lanzenträger (der Rest der Zips war das „Große Komitat“), dessen Rechte parallel weiter bestanden. Dadurch entwickelte sich in der Zips (anders als in den Gebieten/Stuhl-Bezirken der Siebenbürger Sachsen und der Szekler) ein Flickenteppich aus adligen Besitzungen und königlich privilegierten Städten und Gebieten, wobei die adligen Ländereien allmählich größer wurden.
Der Zipser Freibrief wurde durch weitere Freibriefe 1317, 1328 und vier weitere Freibriefe bis 1668 bestätigt. Im Unterschied zum Freibrief 1271 verliehen diese nur noch den Zipser Städten (civitas) diese Privilegien, anfangs 40 Städten, um 1400 waren es noch 24 jetzt namentlich genannte Zipser Städte. Zwar wurden die älteren Freibriefe dadurch nicht ungültig, aber Dörfer und zuletzt nicht mehr erwähnte Städte wurden in der Geschichte der folgenden Jahrhunderte in ihren Rechten häufiger angefochten.
Durch diese königliche Charta erhielten die Städte in der historischen Landschaft Zips einen Status, der denen der königlichen Freistädten ähnelte, weil sie als solche dem ungarischen König direkt unterstellt waren. Den formaljuristischen Status als königliche Freistadt erreichten aber Mitte des 14. Jahrhunderts nur drei Städte in der Zips: Leutschau (Levoča), Käsmark (Kežmarok) und Pudlein (Podolínec), die sich später dem Städtebund Pentapolitana anschlossen. Die übrigen, anfangs etwa 40, später 24 Zipser Städte behielten aber ähnlich weitreichende Privilegien und bildeten als Interessenvertretung den Bund der 24 Zipser Städte, im 15. Jahrhundert geteilt in den Bund der elf Zipser Städte und den Bund der 13 Zipser Städte.